# Генсфорд (округ, Техас)
Шаблон:StateAbbr_ 36°17′ пн. ш. 101°21′ зх. д. / 36.28° пн. ш. 101.35° зх. д.
Округ Генсфорд (англ. Hansford County) — округ (графство) у штаті Техас, США. Ідентифікатор округу 48195.

## Історія
Округ утворений 1876 року.

## Демографія
За даними перепису 2000 року загальне населення округу становило 5369 осіб, зокрема міського населення було 3044, а сільського — 2325. Серед мешканців округу чоловіків було 2636, а жінок — 2733. В окрузі було 2005 домогосподарств, 1489 родин, які мешкали в 2329 будинках. Середній розмір родини становив 3,14.
Віковий розподіл населення поданий у таблиці:
| Стать    | До 15 років | 15-21 | 22-29 | 30-39 | 40-49 | 50-65 | 65-85 | Понад 85 |
| -------- | ----------- | ----- | ----- | ----- | ----- | ----- | ----- | -------- |
| Чоловіки | 602         | 275   | 235   | 357   | 399   | 429   | 309   | 30       |
| Жінки    | 648         | 254   | 224   | 352   | 366   | 410   | 395   | 84       |

## Суміжні округи
- Техас, Оклахома — північ
- Очилтрі — схід
- Робертс — південний схід
- Гатчинсон — південь
- Шерман — захід

## Виноски
1. ↑  U.S. Decennial Census. United States Census Bureau. Архів оригіналу за 12 травня 2015. Процитовано 28 квітня 2015.
2. ↑  Texas Almanac: Population History of Counties from 1850–2010 (PDF). Texas Almanac. Архів оригіналу (PDF) за 26 лютого 2015. Процитовано 28 квітня 2015.
3. ↑  State & County QuickFacts. United States Census Bureau. Архів оригіналу за 6 серпня 2011. Процитовано 17 грудня 2013.(англ.) Наведено за англійською вікіпедією.
4. ↑  American FactFinder. Бюро перепису населення США. Архів оригіналу за 21 травня 2008. Процитовано 31 січня 2008.

| США | Це незавершена стаття з географії США. Ви можете допомогти проєкту, виправивши або дописавши її. |